# آری مک‌دونالد
آری مک‌دونالد (انگلیسی: Aari McDonald؛ زادهٔ ۲۰ اوت ۱۹۹۸) بازیکن بسکتبال اهل ایالات متحده آمریکا است.
از باشگاه‌هایی که در آن بازی کرده‌است می‌توان به آتلانتا دریم اشاره کرد.